# Kirari Yamaguchi
Kirari Yamaguchi (en japonés: 山口葵良梨, Yamaguchi Kirari; 11 de agosto de 2001) es una deportista japonesa que compite en judo. Ganó una medalla de oro en el Campeonato Asiático de Judo de 2024, en la categoría de –63 kg.

## Palmarés internacional
| Campeonato Asiático | Campeonato Asiático | Campeonato Asiático | Campeonato Asiático |
| Año                 | Lugar               | Medalla             | Categoría           |
| ------------------- | ------------------- | ------------------- | ------------------- |
| 2024                | Hong Kong (China)   | Medalla de oro      | –63 kg              |